# حلاوة
الحلاوة هي مذاق أساسي يوجد في الأطعمة الغنية بالسكريات، وتعد الأذواق الحلوة عمومًا ممتعة إلا إذا كانت زائدة، وبالإضافةً إلى السكريات مثل السكروز هناك العديد من المركبات الكيميائية الأخرى الحلوة مثل الألدهيدات والكيتونات وكحول السكر، وبعضها حلو بتركيزات منخفضة جداً مما يسمح باستخدامها بدائل للسكر بالسعرات الحرارية، وتشمل المُحليات غير السكرية السكرين والأسبرتام، ومركبات أخرى مثل الميراكولين، قد تغير إدراك الحلاوة نفسها.
تُعد الكثافة الملحوظة للسكريات والمحليات عالية الفعالية، مثل الأسبرتام وثنائي هيدروكالكون نيوهسبيريدين، قابلة للتوريث، وتمثل التأثيرات الجينية نحو 30% من التنوع.
يختلف الأساس الحسي الكيميائي للكشف عن الحلاوة، بين الأفراد والأنواع، بدأ فهمه في أواخر القرن العشرين. أحد النماذج النظرية للحلاوة هي نظرية التعلق متعدد النقاط، تتضمن مواقع ربط متعددة بين مستقبلات الحلاوة والمادة الحلوة.
تشير الدراسات إلى أن الاستجابة للسكريات والحلاوة لها بدايات تطورية قديمة جدًا، تظهر في صورة التاكسي الكيميائي في البكتيريا المتحركة، مثل ي القولونية. يبدأ الأطفال حديثي الولادة تفضيلهم لتركيزات السكر العالية، ويفضلون المحاليل الأكثر حلاوة من اللاكتوز، وهو السكر الموجود في حليب الأم. يبدو أن للحلاوة أعلى عتبة للتعرف على الذوق، يمكن اكتشافها عند نحو جزء واحد من 200 من السكروز في المحلول. في المقابل، يبدو أن المرارة لها أدنى عتبة للكشف، تبلغ نحو جزء واحد من كل مليونين للكينين في المحلول. في البيئات الطبيعية التي تطورت فيها أسلاف الرئيسيات البشرية، يجب أن تشير شدة الحلاوة إلى كثافة الطاقة، في حين تميل المرارة إلى الإشارة إلى السمية. ارتفاع اكتشاف الحلاوة وانخفاض اكتشاف المرارة من شأنهما أن يجعلا أسلافنا من الرئيسيات عُرضة للبحث عن أطعمة حلوة المذاق (كثيفة الطاقة)، وتجنب الأطعمة ذات المذاق المر. حتى بين الرئيسيات آكلات الأوراق، تُفضَل الأوراق غير الناضجة التي فيها بروتين أعلى وألياف وسموم أقل من الأوراق الناضجة. إن «السن الحلو» تراث قديم، وقد غيرت عملية تجهيز الأغذية أنماط الاستهلاك، فإن فسيولوجيا الإنسان لم تتغير.

## مستقبلات الحلاوة
على الرغم من تنوع المواد الكيميائية المعروفة بأنها حلوة، ومن المعروف أن القدرة على إدراك الطعم الحلو يجب أن تكمن في براعم التذوق على اللسان، كانت آلية الجزيئات الحيوية من الطعم الحلو صعبة المنال في 1990، كان هنالك بعض الشك في؛ هل -في الواقع- يوجد «مستَقبِل الحلاوة» واحد؟.
حدثت طفرة في فهم الحلاوة في 2001، عندما أظهرت التجارب على فئران المختبر أن الفئران التي تمتلك إصدارات مختلفة من الجين تي1 أر3 تفضل الأطعمة الحلوة بدرجات مختلفة. أظهرت الأبحاث اللاحقة أن بروتين تي1 أر3 يُشكل مركبًا يحتوي على بروتين تي1 أر2، لتكوين مستَقبِل مقترن بالبروتين جي، وهو مستَقبِل الحلاوة في الثدييات.
أظهرت الدراسات التي أُجريت على البشر أن مستقبلات الطعم الحلو لا توجد فقط في اللسان، بل توجد أيضًا في بطانة الجهاز الهضمي، والظهارة الأنفية، وخلايا جُزر البنكرياس، والحيوانات المنوية، والخصيتين. يتحكم وجود مُستَقبِلات الطعم الحلو في القناة الهضمية في الشعور بالجوع والشبع.
أظهر بحث آخر أن إدراك الطعم الحلو مرتبطة مباشرةً مع الوقت من اليوم. يُعتقد أن هذا نتيجة تذبذب مستويات اللبتين في الدم التي تؤثر في حلاوة الطعام عمومًا. يُفتَرض العلماء أن هذا من الآثار التطورية للحيوانات النهارية مثل البشر.
يختلف إدراك الحلاوة بين الأنواع كثيرًا. حتى بين الرئيسيات الحلاوة متغيرة جدًا. لا تجد قردة العالم الجديد الأسبرتام حلوًا، في حين أن قردة العالم القديم -متضمنةً معظم البشر- تجده حلوًا. لا تستطيع شعيرات القطط الأليفة إدراك الحلاوة على الإطلاق. القدرة على تذوق الحلاوة غالبًا ما تضمر وراثيًا في آكلات اللحوم التي لا تأكل الأطعمة الحلوة مثل الفواكه، متضمنةً الدلافين، وأسود البحر، والضباع المرقطة.

## إدراك
قد يؤثر لون الطعام في إدراك الحلاوة. إضافة المزيد من اللون الأحمر إلى الشراب يزيد من حلاوته. في دراسة، صُنِفَت المحاليل الداكنة أعلى بنسبة 2-10% من المحاليل الأخف رغم تركيز السكروز فيها أقل بنسبة 1٪. يُعتقد أن تأثير اللون يرجع إلى التوقعات المعرفية. بعض الروائح رائحتها حلوة، والذاكرة تخلط بين طعم الحلاوة ورائحتها.